# Gudari Eguna
Gudari Eguna (en basque, Jour du combattant en français) est une commémoration annuelle  célébrée au sein du mouvement abertzale. Pour le Parti nationaliste basque, elle a lieu le 28 octobre en mémoire de 42 soldats de l'Eusko Gudarostea fusillés durant la guerre civile espagnole à la prison d'El Dueso (es) à Santoña en 1937. Pour la gauche abertzale, elle est célébrée le 27 septembre en l'honneur de deux membres d'ETA exécutés en 1975.

## Histoire

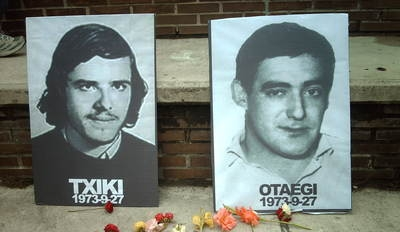
Juan Paredes "Txiki" et Angel Otaegi

Gudari Eguna est originellement une célébration annuelle en la mémoire de 42 membres de l'Eusko Gudarostea fusillés en 1937. La commémoration a lieu pour la première fois en 1965 à l'initiative du gouvernement basque en exil et de militants du Parti nationaliste basque.
Cette appellation a cependant été également utilisée par la gauche abertzale après l'exécution le 27 septembre 1975 de Juan Paredes "Txiki" et Angel Otaegi (es), membres d'ETA para-militaire, fusillés à Barcelone en compagnie de trois membres du Front révolutionnaire antifasciste et patriote. Il s'agit de la dernière exécution avant la mort de Franco le 20 novembre 1975.
Les célébrations du 27 septembre ont lieu de manière décentralisée dans plusieurs villes simultanément. A l'image de plusieurs autres commémorations annuelles (Bizkargi Eguna (eu) et Albertia Eguna notamment,), elles participent de la construction d'une martyrologie servant à consolider le soutien envers la cause pour laquelle les personnes honorées sont mortes et ont ainsi pu servir à légitimer la poursuite d'actions violentes,. Le 27 septembre 2006, trois membres d'ETA cagoulés ont par exemple lu une déclaration lors de la commémoration ayant lieu à Oiartzun clamant leur "engagement à lutter jusqu'à l'indépendance" et que "la lutte armée n'appartient pas au passé mais au présent et au futur". Des commémorations ont d'ailleurs été régulièrement interdites car étant considérées comme faisant l'apologie du terrorisme.
Le chant "Eusko Gudariak" y est traditionnellement entonné.

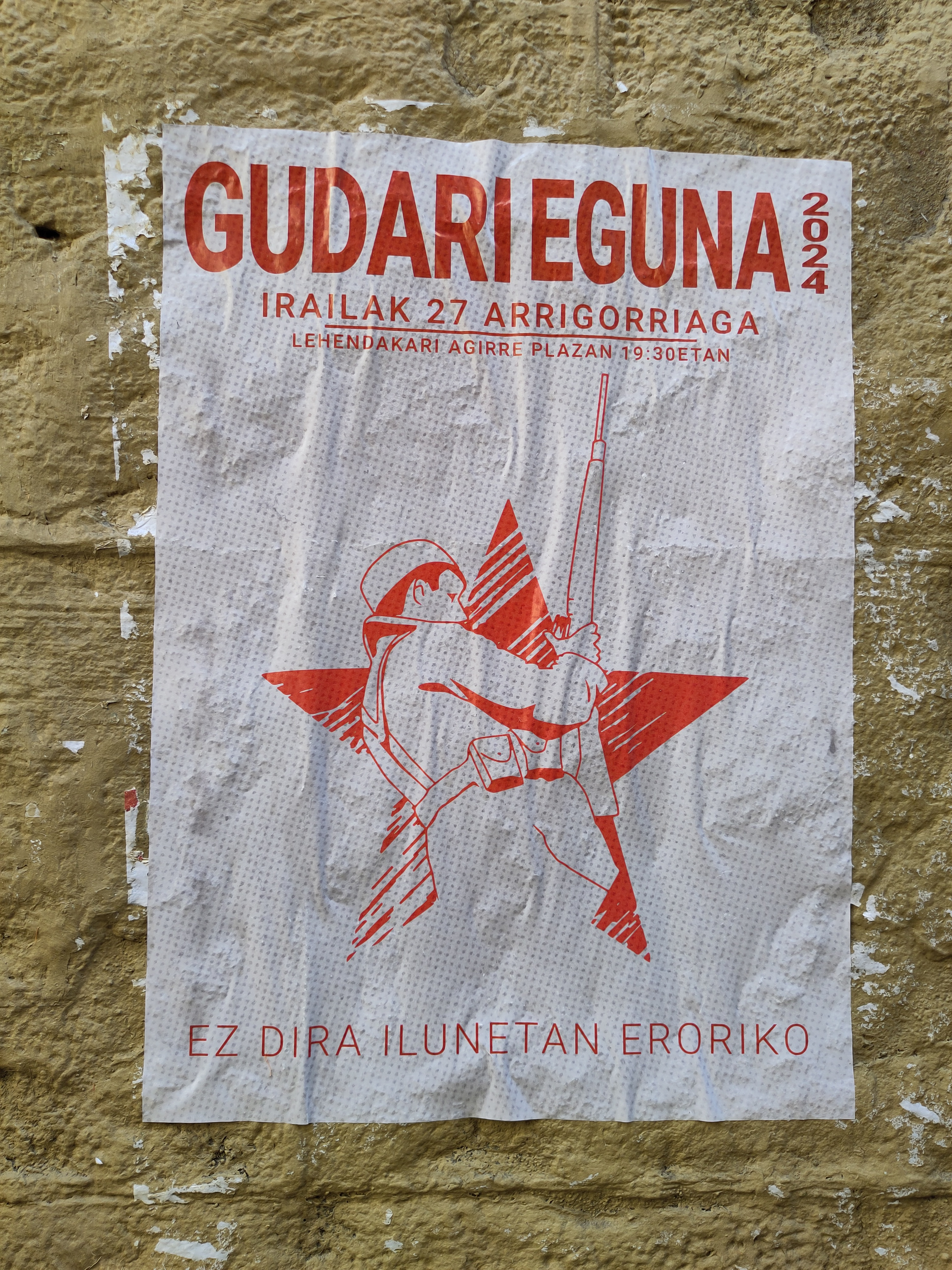
Affiche annonçant le Gudari Eguna

La mémoire des gudaris est également célébrée dans la culture populaire, notamment dans la musique basque.